# 亚里士多德广场

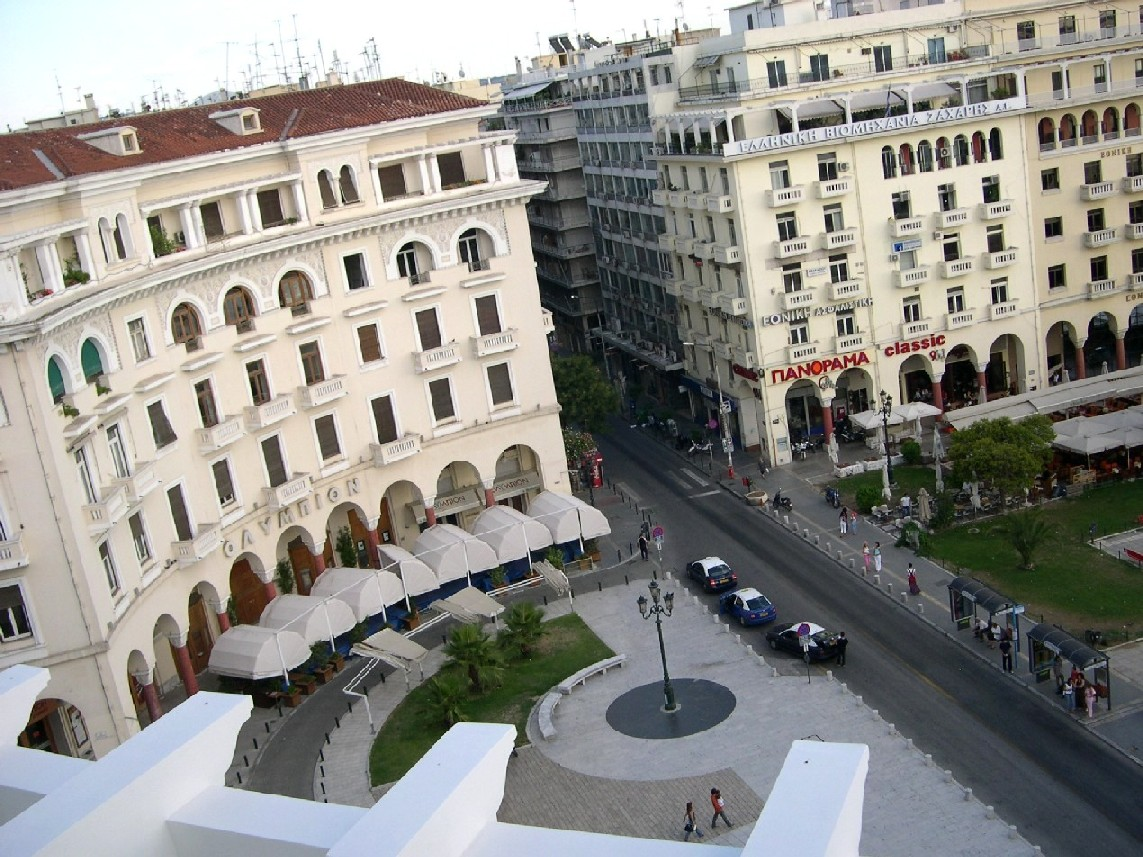
亚里士多德广场

亚里士多德广场（希腊语: Πλατεία Αριστοτέλους），为希腊塞萨洛尼基市的主要广场之一，位于该市西部。该广场纵跨3个大街。该广场经常举办音乐会，也常有各种政治演说。亚里士多德广场得名于古希腊哲学家亚里士多德。2000年代，廣場中央建築和北部地區進行了大幅修復。